# 騎馬警官

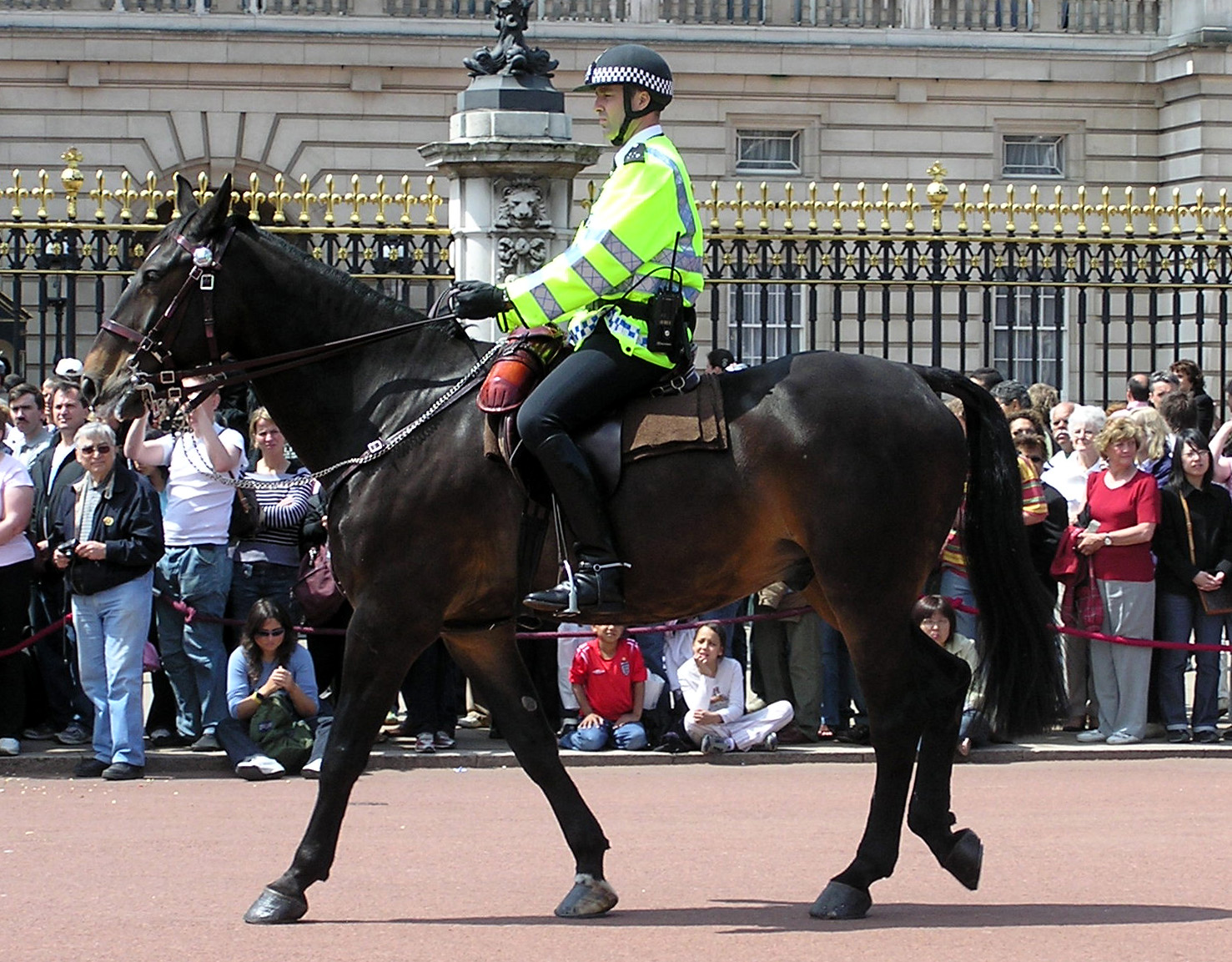
バッキンガム宮殿を警備する騎馬警官

騎馬警官（きばけいかん、mounted police）は、馬（やラクダ）に騎乗した警察官のことである。

## 概要
現在でも欧米などで実用的な警備の手段として騎馬警官が活用されている。
もともと各国の警察における執行隊としてしばしば設置されているものであった。かつて人が得うる高機動力の代表と言えば馬であった。馬は警察でもパトロールなど様々な業務で活用されていた。その時代における騎馬警官とは、今日でいうパトカーや白バイに乗務する警察官のような役割を担っていたのである。しかし20世紀に入り機械の乗り物が普及していくと共に、警察でもパトロールカーや白バイが導入されるようになり、騎馬警官の重要度は相対的に下がっていった。
それでも馬には自動車やオートバイにはない特長・利点があるので、今日でも馬は多くの国の警察にとって欠かせない装備の一つになっている。特長はいくつか挙げられるが、特に群衆のコントロールをする時にすぐれた心理的効果を発揮することが知られている。欧米ではきわめて実用的な観点から騎馬警官が活用されている。
- 「聖パトリックの祝日」に、行進を先導するサンフランシスコ市警察の騎馬警官 カラーガードを兼任している
- 街頭警備を行うプロビデンス市警察の騎馬警官
- 警備を行うオーストラリアの騎馬警官
- 王立カナダ騎馬警察の女性隊員

## 各国の著名な騎馬警官隊
オーストラリア
- en:New South Wales Mounted Police

カナダ
カナダ国家警察の英語名は「Royal Canadian Mounted Police」であるが、これは直訳すると“王立カナダ騎馬警察”となる。
米国
米国の多くの都市の警察が騎馬部隊を備えている。例えば、ニューヨーク市のそれは米国の都市の中でも最大級で、（2011年時点で）79人の騎馬警官と60頭の馬を備えている。
その他、国境警備にも活用されている。
- en:United States Border Patrol

またアメリカの州警察にも「State Trooper」と称する機関があり、直訳では“州騎兵”である。ここには西部開拓時代に馬でパトロールしていた歴史が反映されている。
日本
現代の日本の警察の騎馬警官は、暴動が少ないこともあり欧米に比べると数が少なく、多くの人々の眼にふれるのは国家行事のパレード時など、主に儀礼的で用いられており、その他の用途は少ない。→#日本の騎馬警官

## 馬及び騎馬警官の機能や役割

### 群衆に対する警備

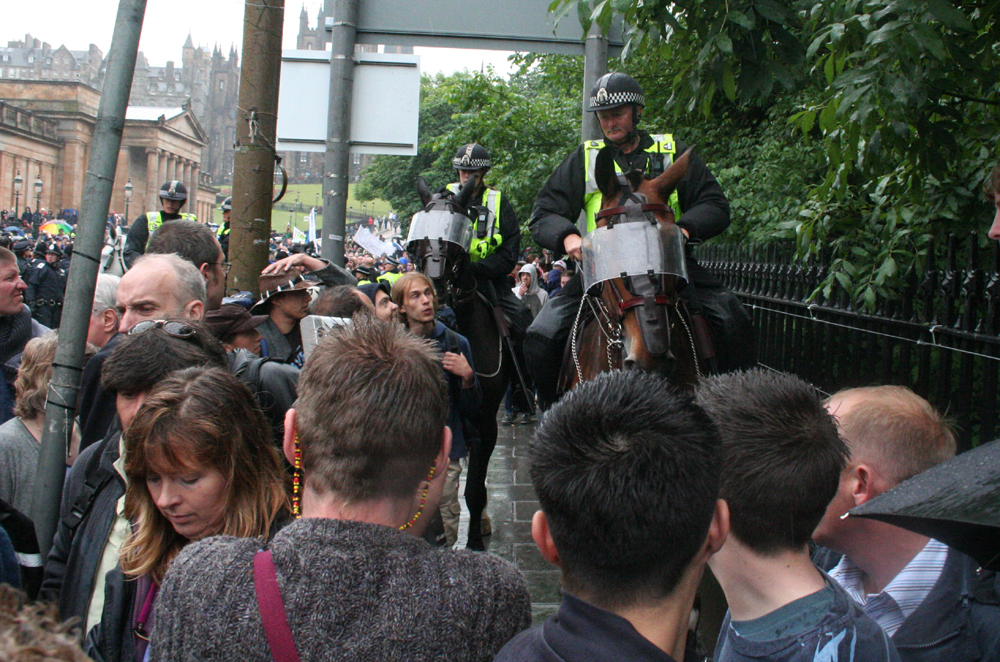
群衆整理を行う騎馬警官
エジンバラでの反G8サミットデモにて

街頭警備、デモ警備において、馬は非常に柔軟性のある機動力として欧米各国では今でも使われている。
馬は車両ほどの速度は出せないものの車両よりも柔軟な動きが可能で、必要に応じて群集を威嚇することも可能なのである。
雑踏警備や街頭警備においては、馬であれば車両では入れない路地でも入ることができ、歩行者や他の車両を馬自身の判断で避けられると共に、人が歩くほどの低速で移動する事も容易である（オートバイは運転者が制御しなければならないし、自転車と同じで走行時速が10キロを下回ると自立出来ない）。また人の背丈より高い位置から周囲を俯瞰することができる。
雑踏警備をしなければならない場面で騎馬警官は優れた働きをし、その特長として

・群集が暴動を起こしかけ、また暴動ではないがある一箇所に殺到する場合では大きな体躯を活かして群集に一定の流れを作り出すことも出来る。

・何事もないときはただ立って尻尾を揺らしているだけで、その愛らしい姿が人々の心を和ませる。

・群集が暴徒と化したとき警察車両に対しては容赦なく破壊行動を行うが、生き物である馬に対する直接的な危害を加えることは稀である。

・潜在的暴徒であるデモ隊に対しては騎馬警官が集結して堵列を作ることで抑止力にもなり、デモ隊に対する突撃は騎兵の衝撃力に類似した効果をもたらし、デモ隊を押し戻したり分散させるなどの制御が可能となる。
この高い柔軟性と人々に対する心理的効果は、車両にはないものと言えるだろう。欧米各国警察の騎馬警官は、群集整理のための技術訓練を受けていることがあり、技能を有する騎馬警官は人が直接行うよりも遥かに少ない手間で群集整理を行う能力がある。
現代的な機動隊が行うような群衆排除の手法が確立していなかった時代では、それに代わる非致死的実力行使の手段であった。大正時代の第一次護憲運動では、憲兵隊が騎馬で群衆を蹂躙し鎮圧した。

### 車両が入れない場所でのパトロール
国境付近や国立公園、自然公園といった野や林や森林地帯などで、騎馬警官はパトロールの主力として運用されることがある。なぜならばこういった地区では道路がない或いは貧弱な場合も珍しくなく、地区によっては自然保護の観点から車両の進入が禁止されており、自動車によるパトロール・警備が難しいため。馬はこのような場所において、人が得られる数少ない機動力の一つである。

### 儀礼
騎馬警官はしばしば儀礼的な目的でも活用される。例えば国賓などのパレードが行われる際に、その先導に騎馬警官がつくことなどがある。かつての王族や貴族のパレードのような雰囲気を醸し出す役割を果たしている。日本では、信任状を天皇に提出しアグレマンを受ける外国の外交使節（大使・公使）が馬車に乗り、それを皇宮警察や警視庁の騎馬隊が警護することは今でも行われている（自動車で出頭してもいいが、多くの使節が馬車での送迎を望むという）。これも主として儀礼的な目的と言えるだろう。

### その他
フィクション作品・映画の『猿の惑星: 創世記』において、渋滞で自動車が使えない状況下において、サルとの戦闘に出動する騎馬警官隊が描写されている。

## 装備
以下に示したものは一般的に見られるものを列挙しており、国や機関によって装備は異なる。

### 警官
対応する事案や国によっても装備は異なるが、総じて言えば白バイ隊員と類似した装備になっている場合が多い。
- ヘルメット

落馬時に頭部を保護するためのもの。白バイ隊員と似たようなデザインのものもあれば、乗馬用ヘルメットを流用したものなどがある。
- 制服上着及びシャツ（身分章・階級章を含む）
- 外套類
- 乗馬ズボン

かつて乗馬ズボンと言えば、ふくらはぎのあたりが広がり裾がぴったりとしている、ニッカボッカーズのようなデザインのようなものが多かった。今日では制服に布の色調を合わせた、普通の乗馬ズボンになっている場合が多い。
- 乗馬ブーツ
- 帯革に拳銃・警棒・携帯無線機・手錠
- 騎乗用警棒

パトカー要員・白バイ隊員が特殊警棒を携行するのに対し、長い警棒を携帯。一般的な警棒よりも長くなっている。長さは複数のサイズがあるが、長いものでは48インチ(約1.2m)程にもなる。材質は木製やポリカーボネートなど。使用する時は、ポロで行なわれるように、馬上から下にいる人に向かって突いたり、振り下ろして殴ったりする。携帯にあたっては帯革には装着せず、鞍にバトンホルダーを装着して収納する。
- 木刀

海外ではBokken(木剣)と呼ばれている。材質や使用方法は騎乗用警棒と同じだが、こちらは柄や鍔、刀身部分の形状が日本刀のようになっているのが特徴。ロサンゼルス市警察など様々な警察で騎馬隊装備として採用されている。

### 馬
- 馬具

鞍、轡、手綱など、人が馬に乗るために必要な基本的な装備。
- フェイスガード

機動隊のヘルメットについている、顔面を守る透明の板のようなもの。暴動が想定される状況においては、暴徒の投石などから馬を守るために使われる。
- レッグガード

馬の前足前面に付ける。凶器による攻撃を防ぐ為の物。

### 支援装備
- 馬運車

厩舎から警備実施地点まで移動するための車両。乗用車やトラックで牽引するホーストレーラーがまま見られる。
- デンマーク警察騎馬隊のホーストレーラー(後ろの銀色の車)。センターアクスル式フルトレーラになっている。
- ロサンゼルス郡保安局のセミトレーラ式ホーストレーラー。第五輪を装着し、ピックアップトラック型パトカーで牽引する大型のもの。
- かつてニューヨーク市警察が使用していた馬運車。中型トラックの荷台部分に馬を載せる自走式で、日本で競走馬を運ぶのに使用されるものと基本的には同じ構造。「騎馬隊」「馬」「警察」「NYPD」の文字が入り、緊急走行出来るよう警光灯も装備されている

## 日本の騎馬警官

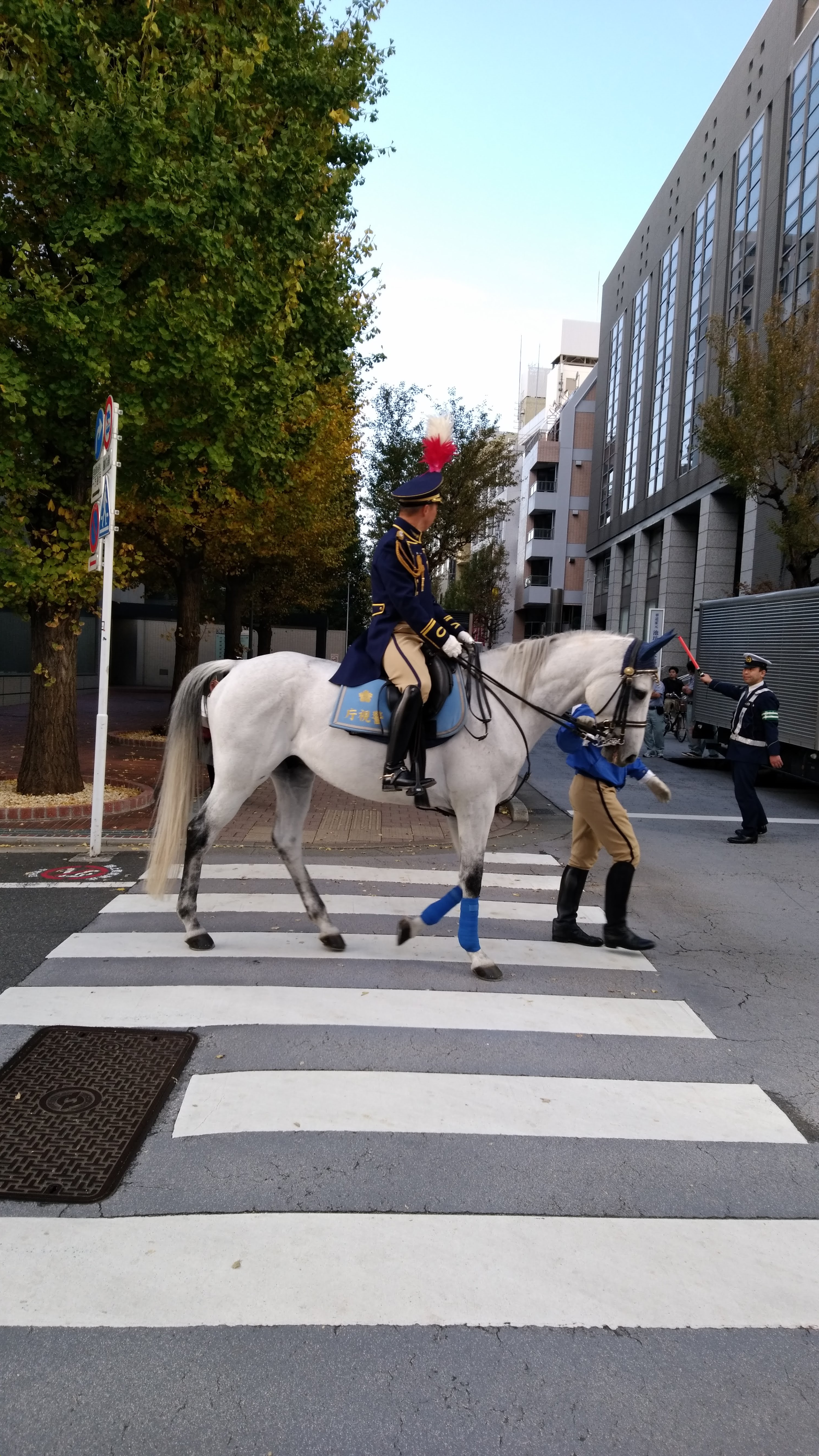
警視庁騎馬隊（2018年12月）御者の他に馬丁がいる

1903年（明治36年）9月21日、警視庁は騎馬巡査14人を初設置した。
現代の日本の警察では京都府警察の平安騎馬隊、皇宮警察本部の騎馬隊、警視庁の騎馬隊（交通部第三方面交通機動隊）がある。活動内容は、学童向けの交通安全教育や交通整理、パレードの先導や参加、信任状捧呈式等の警護といった広報・儀礼目的が中心であり、その他、観光地等における警備・巡回（平安騎馬隊は水難事故防止のため、賀茂川・宇治川・木津川等の河川敷における水辺パトロール含む）も一部行っている。信任状捧呈式における皇居参内の際の騎馬警護は、警視庁と皇宮警察本部の合同により行われている。